# Photovoltaik in der Schweiz
Photovoltaik in der Schweiz beschreibt die Stromerzeugung in der Schweiz mittels Photovoltaikanlagen. Im Jahr 2024 wird die gesamte Produktion von Photovoltaik-Strom in der Schweiz voraussichtlich erstmals mehr als 10 % des gesamten Strombedarfs abdecken, und damit mehr als doppelt so hoch liegen wie im Jahr 2020 mit 4,66 %.

## Entwicklung der installierten Leistung

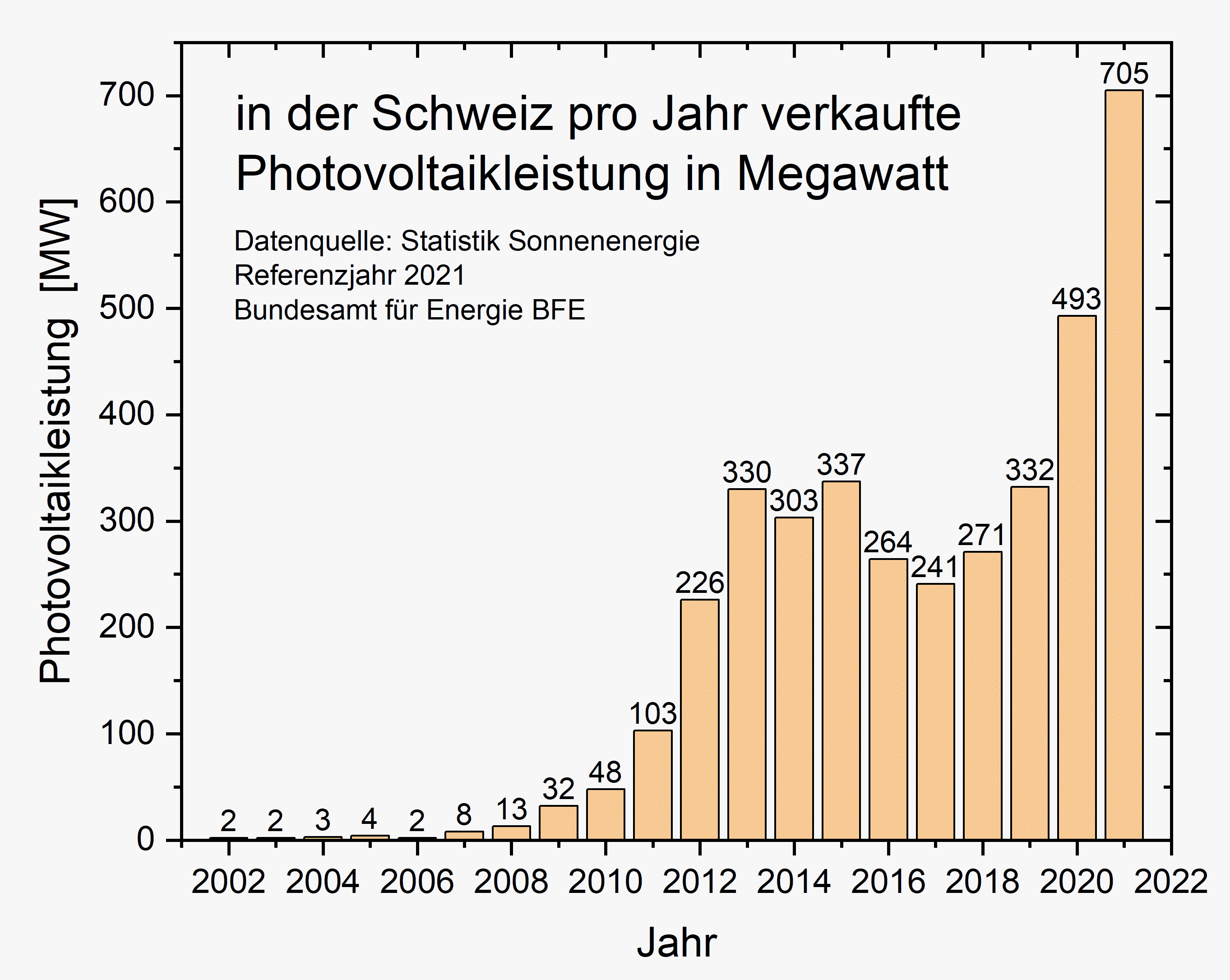
Leistung pro Jahr der in der Schweiz verkauften Photovoltaikanlagen

Der Bau von neuen Photovoltaikanlagen übersprang im Jahr 2011 erstmals die Schwelle von 100 Megawatt (MW). Nach einer Verdreifachung des jährlichen Zubaus bis 2013 stagnierte er bis 2019. Erst im Jahr 2020 wurde wieder ein starker Anstieg von 48 % gegenüber dem Vorjahr erzielt. 2021 wurden mit 705 MW erneut ein Rekordwert erzielt, da diese verkaufte Leistung 43 % höher lag als die von 2020.
In einer vom Bundesrat 2020 veröffentlichten Studie wird festgestellt, dass bei einer möglichst vollständigen Ausnutzung der Potentiale auf den Gebäudehüllen 2050 eine PV-Produktion von 44 Terawattstunden (TWh) in der Schweiz möglich wäre. Dies bedeutet, dass der jährliche Zubau von Photovoltaik vervierfacht werden sollte. Durch einen raschen Ausbau der Photovoltaik innerhalb von drei bis vier Jahren würden etwa 14.000 neue Arbeitsplätze geschaffen.

## Entwicklung der Stromerzeugung
Im Jahr 2013 erzeugten die Photovoltaik-Anlagen in der Schweiz etwa 500 Gigawattstunden, im Jahr 2021 etwa 2.800 GWh. 2025 erreichte die Zahl der registrierten Anlagen in der Schweiz 269’828 mit einer Leistung von gesamthaft 6’671 Megawatt. 10 Prozent der geeigneten Dachflächen wurden genutzt. Damit der Ausbau auch auf Dachflächen von Mehrfamilienhäusern vorankommt, wurde das Energiegesetz geändert und virtuelle Zusammenschlüsse von Stromkunden zum Eigengebrauch ermöglicht.

## Förderung der Photovoltaik
Die Photovoltaik wird in der Schweiz über die im Energiegesetz resp. der Energieverordnung geregelten Massnahmen gefördert. Die Fördermassnahmen werden durch einen sogenannten Netzzuschlag finanziert, der den Endkunden durch die Stromnetzbetreiber in Rechnung gestellt wird.
Das massgebende Förderinstrument ist der Investitionskostenzuschuss, Einmalvergütung EIV genannt. Konkret werden neue Anlagen mit einer Grösse bis 100 Kilowatt (kW) über die Kleine Einmalvergütung (KLEIV), Anlagen mit einer Grösse von mehr als 100 kW über die Grosse Einmalvergütung (GREIV) gefördert. Im Haushaltsbereich beträgt die Förderung im Jahr 2022 etwa 30 % der gesamten Investitionskosten. Abgewickelt wird die Förderung über die Firma Pronovo. Pronovo ist eine 100%ige Tochterfirma des Schweizerischen Übertragungsnetzbetreibers Swissgrid.
Die Förderung über das Einspeisevergütungssystem (früher Kostendeckende Einspeisevergütung KEV genannt) spielt bei PV-Neuanlagen keine Rolle mehr.

## Verbände rund um die Photovoltaik
Die Photovoltaik wird in der Schweiz vor allem durch zwei Verbände vorangetrieben. Dies ist auf der einen Seite Swissolar, der Verband der Schweizerischen Solar-Installateure. Auf der anderen Seite agiert der Verband der Unabhängigen Energieerzeuger (VESE), eine Fachgruppe der Schweizerischen Vereinigung für Sonnenenergie (SSES), als Sprachrohr der Anlagenbetreiber.

## Kosten für Photovoltaikanlagen
Auswertungen mit dem Solarrechner von EnergieSchweiz – das Förderprogramm des Bundes im Bereich Energie – haben gezeigt, dass eine starke Kostendegression (Franken pro Kilowatt installierter PV-Leistung) mit steigender Anlagengrösse vorliegt (einfache Solaranlage ohne spezifische Designanforderungen und ohne Batteriespeicher). So kostet eine Solaranlage mit einer Leistung von 5 kWp (Kilowatt Peak) ca. 3000 Fr/kWp, eine Anlage mit 20 kWp nur noch ca. 1900 Fr/kWp. Die Kostendegression schwächt sich für Anlagen grösser 20 kWp jedoch ab. Eine Analyse von Solarrechnern verschiedener Schweizer Solarinstallateure hat gezeigt, dass die realen Kosten von PV-Anlagen um 50 % um die Mittelwerte der mit dem Solarrechner von Energie Schweiz erhobenen Kosten liegen.